# Kārlis Zāle

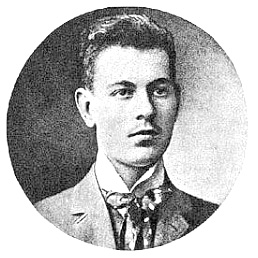
Kārlis Zāle escultor de origen lituano nacido en 1888. Fue el escultor del Monumento a la Libertad situado en la ciudad de Riga.

Kārlis Zāle (nacido el 28 de octubre de 1888 en Mažeikiai, Lituania; fallecido el 19 de febrero de 1942 en Inčukalns, Letonia) fue un escultor letón.
Después de educarse en Rusia y Alemania volvió a Riga, donde trabajó tanto de escultor como de profesor de escultura. Es sobre todo conocido por sus esculturas monumentales, incluyendo el Brothers' Cemetery y el Monumento a la Libertad de Riga.